# NGC 24
NGC 24는 조각가자리 방향에 위치한 나선 은하이다.